# Harry Lipkin

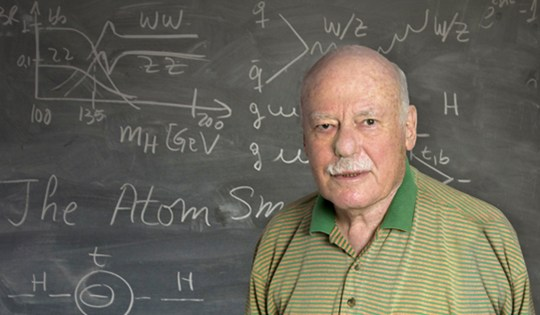
Harry Lipkin, 2009

Harry Jeannot Lipkin (* 16. Juni 1921 in New York City; † 15. September 2015 in Rechovot, Israel) war ein israelischer theoretischer Physiker, der sich vor allem mit Kernphysik und Elementarteilchenphysik beschäftigte.

## Leben
Lipkin besuchte die High School in Rochester, New York, und studierte Elektrotechnik an der Cornell University, wo er auch einige Physik-Kurse von Hans Bethe und Bruno Rossi besuchte. 1942 graduierte er (Bachelorabschluss). Während des Zweiten Weltkriegs entwickelte er als Ingenieur einen Radarempfänger zur U-Boot-Abwehr am MIT Radiation Laboratory. 1948 machte er seinen Master-Abschluss und 1950 promovierte er in Princeton, wo er u. a. bei David Bohm Physik studierte, mit einer experimentellen Arbeit über die relativistische Korrektur der Streuformeln für Elektronen und Positronen (die Korrektur hat für beide ein unterschiedliches Vorzeichen). Nach Lipkins eigenen Worten war es das erste Mal, dass ein Experiment zeigte, dass Positronen durch die Dirac-Gleichung beschrieben werden. 
1950 zog er mit seiner Frau Malka nach Israel, um Teil der Kibbuz-Bewegung zu werden. Statt in der Landwirtschaft zu arbeiten, wurde er jedoch von der israelischen Regierung 1953/54 ins französische Saclay ans Commissariat à l’énergie atomique geschickt, um sich in Kerntechnik fortzubilden und bei frühen Plänen für den ersten israelischen Kernreaktor in Dimona mitzuhelfen (1956 bis 1958 war er Berater der IAEC). Ab 1954 war er am Weizmann-Institut für Wissenschaften in Rechowot, wo er den ersten Studiengang für Kernphysik in Israel aufbaute. Lipkin blieb bis zu seiner Emeritierung Physik-Professor am Weizmann-Institut. Er war zuletzt auch regelmäßig im Argonne National Laboratory in den USA. 1991/92 war er Sackler Scholar. Auch mit mehr als 85 Jahren war er noch am Weizmann-Institut und am Sackler-Institut der Universität Tel Aviv tätig.
Lipkin wurde vor allem für Anwendungen der Gruppentheorie in der Physik, speziell auf Quarkmodellen in den 1960er Jahren, bekannt. Sein Buch „Lie groups for pedestrians“ fand damals weite Verbreitung. Nach seinen eigenen Worten war den Teilchenphysikern die Verwendung unitärer Symmetrien damals nicht vertraut, wohl aber an Racah und Wigners Methoden geschulten Kernphysikern, was ihnen den Einstieg in dieses Gebiet ermöglichte. 1961 bestätigten sie Gell-Manns Eightfold Way SU(3)-Modell gegen Sakatas Modell (ebenfalls SU(3), aber mit Proton, Neutron und Lambda in einem Triplett) bei der Berechnung der Mesonenerzeugung aus Proton-Antiproton Vernichtung. Lipkin beschäftigte sich auch später mit Vorhersagen aus dem Quarkmodell (Pentaquarks u. a.) sowie z. B. mit Neutrinophysik und den Grundlagen der Quantenmechanik.
1959 entwickelte er mit S. Goshen Spectrum Generating Algebras (Algebren harmonischer Oszillatoren), die sie in der Festkörper- und Kernphysik anwandten. Vereinfachte Modelle zur Untersuchung dynamischer Symmetrien und kollektiver Anregungen, teilweise motiviert durch das Schalenmodell der Atomkerne, tragen Lipkins Namen (Lipkin-Modell oder Lipkin-Meshkov-Glick-Modell).
1958/59 benutzte er an der University of Illinois in Urbana (in der Gruppe von Hans Frauenfelder) eine Erweiterung des Streuexperimentes aus seiner Dissertation („Double Scattering“-Methode), um die gerade entdeckte Paritätsverletzung beim Betazerfall zu untersuchen. Dort begann ebenfalls seine Arbeit am ebenfalls gerade entdeckten Mößbauer-Effekt, der seinen Namen von Lipkin erhielt.
Lipkin war auch aktiv in der Verbreitung einer Methode Kindern das Lesen beizubringen (LITAF, das die Pädagogin Nira Altalef in Israel in den 1980er Jahren entwickelte). Das Problem ist in Israel als prototypischem Einwanderungsland mit vielen Sprachen der Einwanderer besonders akut.
1957 gründete er mit dem Virusforscher Alexander Kohn (Cohen) das Journal of Irreproducible Results, das auch eine Rolle bei der Gründung des Ig-Nobelpreises hatte. Die Idee des Journals entstand, als Lipkin 1957 die erste internationale Konferenz für Kernphysik in Israel organisierte.
1970 wurde Lipkin zum Mitglied der Israelischen Akademie der Wissenschaften gewählt. 1973 erhielt er den Kaplun-Preis und 1980 den Rothschild-Preis. 2002 erhielt er die Wigner-Medaille.
Er war seit 1949 verheiratet und wurde Vater zweier Kinder.